# White Boy Rick
White Boy Rick is een Amerikaans biografisch misdaaddrama uit 2018 onder regie van Yann Demange. De film is gebaseerd op het leven van Richard Wershe Jr., die in de jaren 1980 de jongste FBI-informant ooit werd. De hoofdrollen worden vertolkt door Matthew McConaughey en debuterend acteur Richie Merritt.

## Verhaal
Midden jaren 1980 lijden Amerikaanse steden onder de opkomst van crack en voert de overheid een War on Drugs. In Detroit werkt de tiener Richard Wershe Jr., de zoon van een aan lager wal geraakte ritselaar, zich als "White Boy" Rick op in het drugsmilieu. Hij raakt bevriend met lokale drugsbaronnen en wordt daarom, ondanks zijn jonge leeftijd, door de FBI ingeschakeld als informant.

## Rolverdeling
| Acteur               | Personage                   |
| -------------------- | --------------------------- |
| Richie Merritt       | Richard "Ricky" Wershe Jr.  |
| Matthew McConaughey  | Richard Wershe Sr.          |
| Bel Powley           | Dawn Wershe                 |
| Bruce Dern           | Grandpa Roman Wershe        |
| Piper Laurie         | Grandma Verna Wershe        |
| Jennifer Jason Leigh | FBI-agent Snyder            |
| Rory Cochrane        | FBI-agent Byrd              |
| YG                   | Leo Curry                   |
| Jonathan Majors      | Johnny "Lil Man" Curry      |
| RJ Cyler             | Rudell Curry                |
| Brian Tyree Henry    | Officer Mel "Roach" Jackson |
| Eddie Marsan         | Art Derrick                 |

## Productie
De tweelingbroers Logan en Noah Miller schreven samen het spec script White Boy Rick. In februari 2015 werd het scenario over tiener en drugsdealer Richard Wershe opgepikt door het productiebedrijf Studio 8. Nadien werden verschillende scenaristen ingeschakeld om het originele script te bewerken. Scott Silver, Andy Weiss en Steve Kloves schreven elk een nieuwe versie van het script.
In november 2016 raakte bekend dat Yann Demange de film zou regisseren met Matthew McConaughey als hoofdrolspeler. Demange stelde een ander filmproject, over de Brixton-rassenrellen uit 1981, uit om aan White Boy Rick te kunnen meewerken. In januari 2017 werden Bruce Dern en Jennifer Jason Leigh aan het project toegevoegd. De onbekende Richie Merritt werd in maart 2017 gecast als het titelpersonage. De van Baltimore afkomstige Merritt had nog nooit geacteerd en werd in zijn highschool ontdekt door een casting director. In februari en maart 2017 werd de cast verder uitgebreid met onder meer Piper Laurie en Brian Tyree Henry.
De opnames gingen op 14 maart 2017 van start. Er werd gefilmd in onder meer Detroit, Las Vegas, Cleveland en Miami. Toen bleek dat de film tijdens proefvoorstellingen hoge scores kreeg van het publiek kreeg Demange van de studio toestemming om extra scènes op te nemen. Bijgevolg werd de releasedatum een half jaar uitgesteld.
White Boy Rick ging op 31 augustus 2018 in première op het filmfestival van Telluride.